# 近藤康用
近藤康用（1517年—1588年4月7日），日本戰國時代的武將。父親是近藤忠用。初名信用。通稱勘助、平右衛門。

## 生平
在永正16年（1517年）出生。與父親忠用一同仕於今川氏，得到知行2百2十1貫文。雖然今川氏在桶狹間之戰後，支配領國的實力大不如前，不過仍然與鈴木重勝同樣，繼續臣從於今川氏。
不久，在德川家康開始以遠江國為目標後，受家康懷柔而背離今川氏。永祿11年（1568年）末，在家康攻入遠州時，令兒子秀用從軍，自身則以老齡，以及長年的戰傷而歩行困難等為理由，沒有從軍。

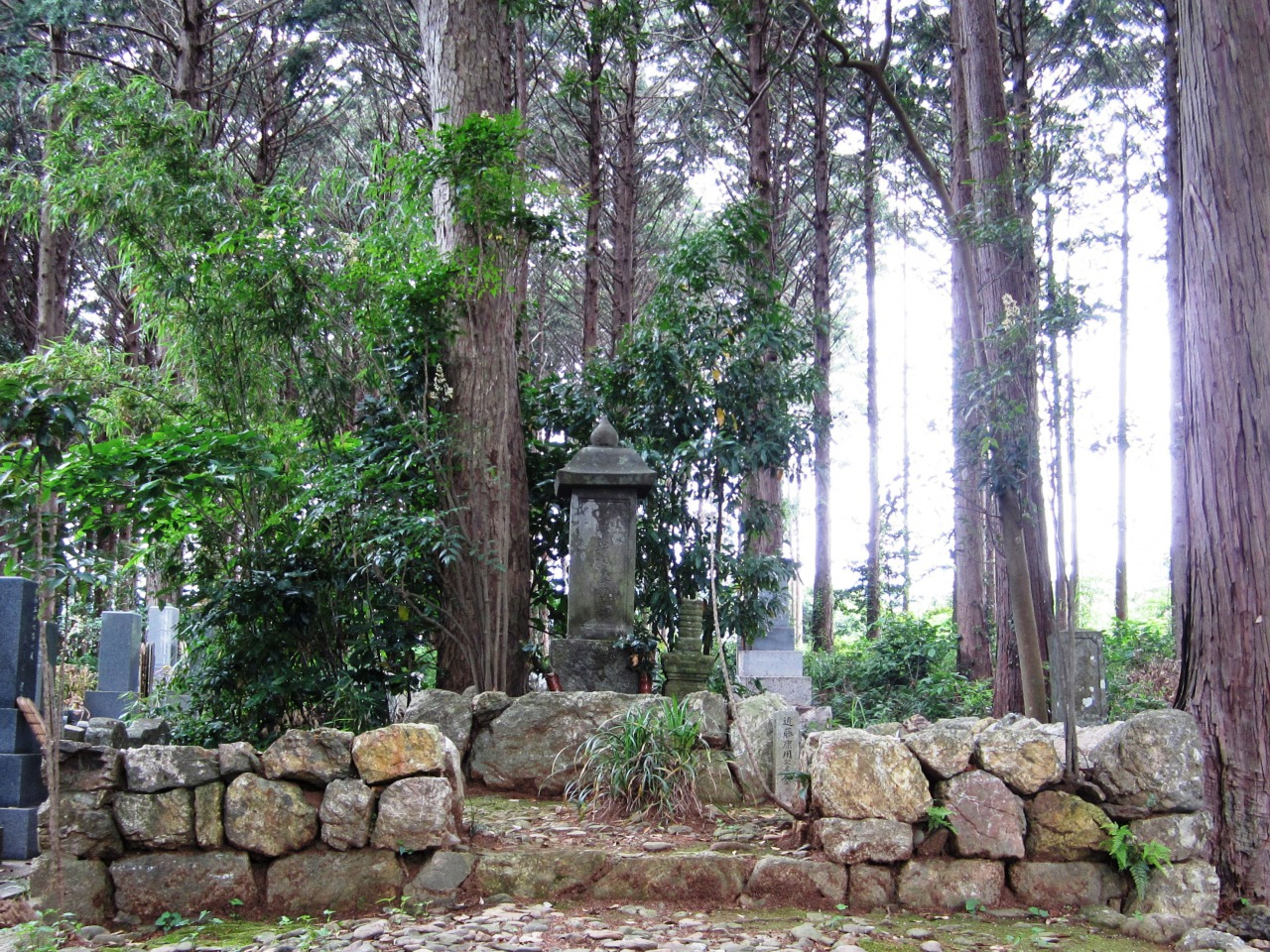
靜岡縣濱松市北區引佐町龍潭寺的墓所

在天正16年（1588年）於井伊谷死去。享年72歲。